# Polynoncus
Polynoncus là một chi bọ cánh cứng trong họ Trogidae.

## Các loài
Polynoncus aeger (Guerin-Meneville, 1844) (South America)
Polynoncus aricensis (Gutierrez, 1950) (South America)
Polynoncus bifurcatus (Vaurie, 1962) (South America)
Polynoncus brasiliensis (Vaurie, 1962) (South America)
Polynoncus brevicollis (Eschscholtz, 1822) (South America)
Polynoncus bullatus (Curtis, 1845) (Chile, Argentina)
Polynoncus burmeisteri Pittino, 1987 (Argentina)
Polynoncus chilensis (Harold, 1872) (Chile, Argentina)
Polynoncus diffluens (Vaurie, 1962) (Chile)
Polynoncus ecuadorensis Vaurie, 1962 (Ecuador)
Polynoncus erugatus Scholtz, 1990 (Argentina)
Polynoncus galapagoensis (Van Dyke, 1953) (quần đảo Galapagos)
Polynoncus gemmifer (Blanchard, 1846) (South America)
Polynoncus gemmingeri (Harold, 1872) (Panama to Argentina)
Polynoncus gibberosus Scholtz, 1990 (Chile)
Polynoncus gordoni (Steiner, 1981) (Peru)
Polynoncus guttifer (Harold, 1868) (South America)
Polynoncus haafi Vaurie, 1962 (Argentina)
Polynoncus hemisphaericus (Burmeister, 1876) (Argentina, Chile)
Polynoncus juglans (Ratcliffe, 1978) (Brazil, Guyana)
Polynoncus longitarsis (Harold, 1872) (Argentina, Chile)
Polynoncus mirabilis Pittino, 1987 (Chile, Argentina)
Polynoncus neuquen (Vaurie, 1962) (Chile, Argentina)
Polynoncus parafurcatus (Pittino, 1987) (Argentina, Brazil)
Polynoncus patagonicus (Blanchard, 1846) (Argentina)
Polynoncus patriciae Pittino, 1987 (Argentina, Uruguay)
Polynoncus pedestris (Harold, 1872) (Argentina)
Polynoncus peruanus (Erichson, 1847) (South America)
Polynoncus pilularius (Germar, 1824) (South America)
Polynoncus sallei (Harold, 1872) (Madagascar?, Ecuador, Peru)
Polynoncus seymourensis (Mutchler, 1925) (quần đảo Galapagos)
Polynoncus tenebrosus (Harold, 1872) (Ecuador)